# Baccharis lewisii
Baccharis lewisii là một loài thực vật có hoa trong họ Cúc. Loài này được (H.Rob.) Joch.Müll. mô tả khoa học đầu tiên năm 2006.